# Alain Chervet
Alain Chervet (* 28. August 1990 in Bern) ist ein Schweizer Profi-Boxer. Er wurde Juniorenweltmeister, Schweizer Meister und war mehrfacher Sieger des Boxing Days in Bern.

## Leben und Karriere
Alain Chervet stammt aus einer Boxerfamilie. Sein Vater Walter Chervet und seine drei Onkel Fritz Chervet, Ernst Chervet und Paul Chervet waren ebenfalls Profiboxer.
Mit Boxen angefangen hat Chervet mit 14 Jahren. Mit 18 Jahren wurde er als Amateurboxer Schweizer Meister. Seine Profikarriere startete er 2012. 2016 holte er in Visp den IBF-Junioren-Weltmeistertitel und schloss seine Ausbildung als diplomierter Boxtrainer ab. Neben seiner Profikarriere arbeitete er im Boxclub «Boxing Kings» im Berner Liebefeld, den er 2017 von seinem ehemaligen Trainer und Manager Daniel Hartmann übernahm. Am 26. Dezember 2022 bestritt Chervet am Boxing Day in Bern nach zehn Jahren seinen letzten Profikampf. Er gewann gegen Glenn Bismanos (27/Philippinen) durch K.o. in der 1. Runde.
Heute ist Chervet als Trainer weiterhin als Trainer für Boxen und Fitboxen tätig.